# ネパール共産党 (毛沢東主義派中央)
ネパール共産党統一毛沢東主義派（ネパールきょうさんとうとういつもうたくとうしゅぎは、ネパール語: नेपाल कम्युनिष्ट पार्टी (माओवादी)、英語: Unified Communist Party of Nepal (Maoist)）は、ネパールの政党。毛派共産党。
本項では合同前のネパール共産党毛沢東主義派（通称マオイスト (Maoist) または毛派（もうは）、マオバディとも呼ばれている）についても詳述する。

## 概要
前身はネパール共産党毛沢東主義派。2009年1月12日、ネパール共産党毛沢東主義派は小規模な共産主義政党・ネパール共産党統一センター・マサル派およびその公然組織・人民戦線ネパールと合同し、「ネパール共産党統一毛沢東主義派」となった。
1995年3月、ネパール共産党毛沢東主義派として結成。初代書記長はプラチャンダ（本名：プシュパ・カマル・ダハル、現・議長）。1996年に武装蜂起、「人民戦争」（ネパール内戦）を展開。農村部を中心に、ネパール領土のかなりの部分を実効支配した。2006年、停戦。以後、暫定政権に加わり、議会内の活動に転ずる。
2008年4月の制憲議会選挙では第一党となるも単独過半数を得られず、8月15日に統一共産党、マデシ人権フォーラムなどと連立してプラチャンダを首班とする連立内閣を成立させた。2009年5月4日、プラチャンダが首相を辞任し連立内閣が崩壊。
2011年8月28日、統一共産党のジャラ・ナート・カナール首相の辞任にともない、制憲議会が実施した首班指名選挙で、連立内閣時代に財務相をつとめたバーブラーム・バッタライ毛派副書記長が新首相に選ばれた。これにより統一毛沢東主義派は2年ぶりに政権の座に返り咲いた。制憲議会再選挙の準備のため2013年3月14日にバッタライは首相を辞任。
2018年5月、統一共産党と合同してネパール共産党に発展的解消した。しかし2021年3月になって党名の重複を理由に最高裁判所より統合が無効と判断され、統一毛沢東主義派が統一共産党と共に復活することとなった。

## 活動

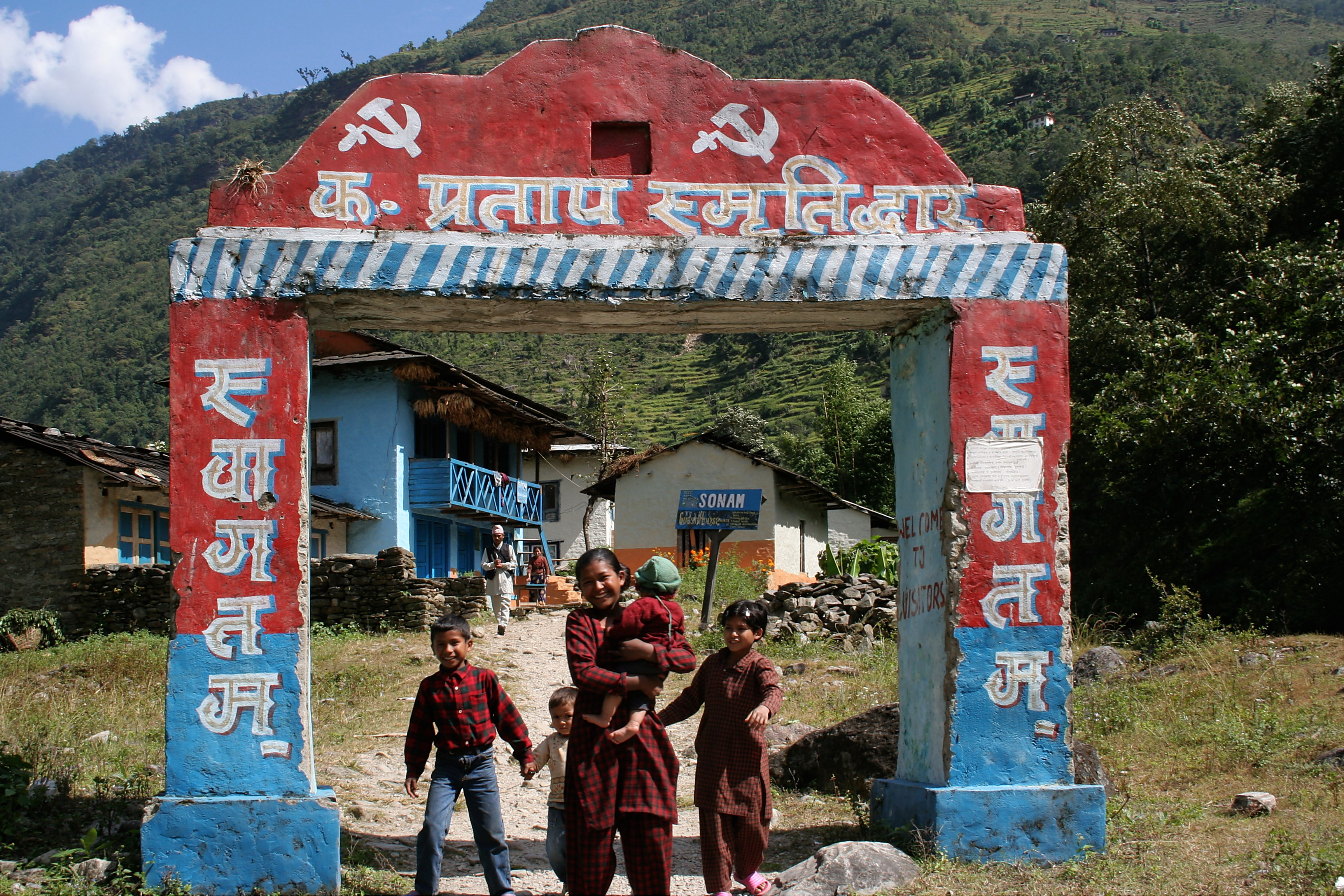
マオイスト支配地域の家族

武装組織「ネパール人民解放軍」（2万人）を擁し、生活基盤、経済基盤整備が遅れていた山間農村部に拠点「人民政府」を構え、政府に対して武装闘争を繰り広げた。外国からの援助は皆無であるとされ、農民の家に党員や兵士を住まわせてもらい、食糧は農民の援助か自給自足が基本である。武器弾薬は主に警察や国軍を襲撃して奪ったものを使用する。資金調達のため銀行を襲うこともあった。人民戦争の時代、本拠は中西部の山中、ラプティ県ロルパ郡に置かれていた。
男尊女卑の強い文化の影響により、男女同権を主張するマオイストには女性党員も多い。こうした女性党員の中から、2008年多くの制憲議会議員が当選している。また、マオイストの理論的指導者がネパール随一の秀才バーブラーム・バッタライであることから、インテリ層からの支持も少なくない。
兵士による道路建設や、共産主義的な学校教育も行っており、農民の評判は良いが、上納金を要求したり、家屋や財産の没収、農民の兵士への徴用なども日常化しており、マオイスト支配地域から政府支配地域へ逃亡する者もいた。また、実効支配地域にFMラジオ局「ラジオ人民共和国ネパール」を設け、党の主張を放送した。
一方、農村各地を巡業しながら、演劇によってマオイストの正義と国王の残虐性を宣伝する宣伝工作隊も存在した。あるとき、過去のマオイストの戦いをテーマにしたオペラを上演したところ、見ていたプラチャンダはサングラスを何度もはずし、涙をぬぐったという。
アメリカ合衆国はマオイストをテロ組織と認定して国王政府を支援したが、ネパール制憲議会選挙で第一党となると対話路線に方針転換し、2012年9月にテロ組織認定を解除した。また、欧州連合（EU）は、この組織が内戦において少年兵を使っているとして非難し、400名もの子供が死亡したと主張した。
傘下に学生組織である全ネパール民族独立学生連合がある。また、青年組織としてネパール共産主義青年連盟（Young Communist League, Nepal YCL）があり、暴力行為等で問題になっている。姉妹政党には、隣国インドで武装闘争を続けているインド共産党毛沢東主義派（ナクサライト）があったが、マオイストが議会路線に転換してからは協力関係ではないとされる。

## 歴史

### 背景
1990年、ネパールでは政党と国民の民主化運動によりビレンドラ国王によって事実上の絶対王政が廃止され、実質的な立憲君主制が採用された（ジャナ・アンドラン）。これにより30年ぶりに複数政党制による議会制民主主義が開始された。しかし、民主政治への急速な転換は課題が多く、政治は混乱を続けた。

### 成立の経緯

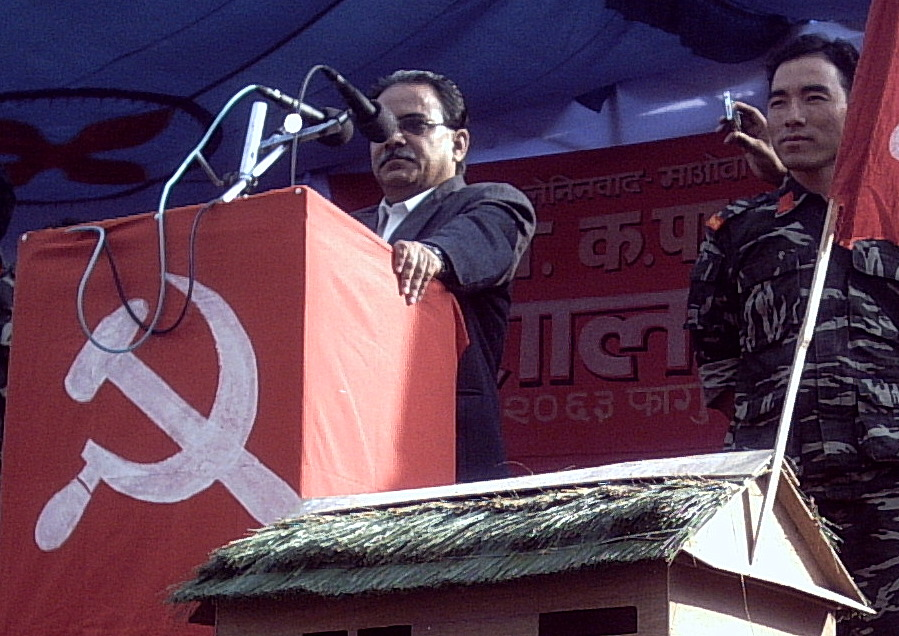
プラチャンダ（左）

のちのマオイスト議長、プラチャンダは1989年に武装闘争を目指す地下政党、ネパール共産党マシャル派の総書記に就任。その後、マシャル派は、ネパール共産党第四会議派などと合流し、地下政党・ネパール共産党統一センター派（エカタ・ケンドラ）に合流する。1994年11月、統一センター派はまったく同名の組織2つに分裂する。一つは武装闘争に消極的なニルマル・ラマのグループであり、もう一つは武装闘争に積極的なプラチャンダのグループである。統一センター派は議会活動のための公然組織・統一人民戦線ネパールを持っていた。これも二つに分裂した。バーブラーム・バッタライはプラチャンダ派の公然組織の議長となる。
1995年3月、本格的武装闘争を前に、プラチャンダ派統一センターはネパール共産党毛沢東主義派と改名する。

### 40ヶ条の要求

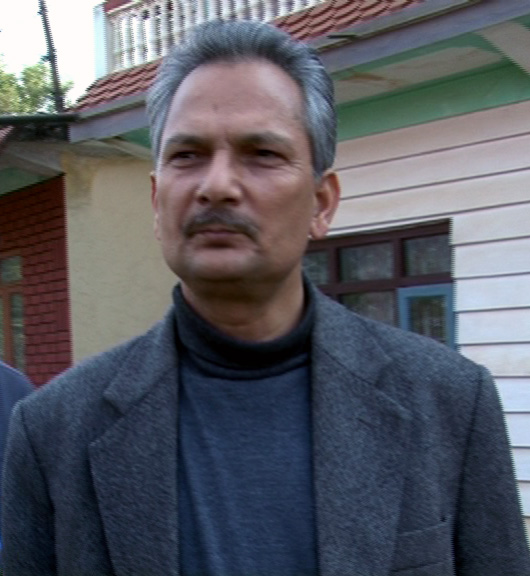
バーブラーム・バッタライ

1996年2月4日、バッタライは統一人民戦線ネパールを代表してシェール・バハドゥル・デウバ首相に40ヶ条の要求を突きつける。デウバはこれを拒否する。
その主な内容は、
- ネパールとインドの不平等条約の撤廃。
- ネパール・インドの国境のコントロール（自由に往来できていた）。
- 新憲法の制定。
- 国王・王族のすべての特権の廃止。
- 軍などの文民統制。
- ヒンドゥー教国教の廃止。
- カースト制に伴う差別の廃止。

などであった。

### 人民戦争
要求がデウバ政権に拒否されると、2月13日、毛沢東派は武装ゲリラを組織し、ゴルカ、ロルパ、ルクム、シンドゥリの4郡で警察などを襲い、「人民戦争」（ネパール内戦）を開始した。これは2006年まで11年間続き、13,000人以上のネパール人が死亡したとされる。1998年5月、警察による大規模な掃討作戦が始まる。
2000年10月初めて郡単位の人民政府がルクム郡で成立。2001年末までに75ある郡のうち24郡で人民政府を樹立した。

### 第2回党総会
2001年2月、インド・パンジャーブ州で第2回党総会が開催された。ここで決定されたことは、
1. 人民解放軍の正式結成。
2. また「プラチャンダの道」（プラチャンダ・パス）と題される、新しい運動方針が採択される。内容的には、「農村から都市部を包囲する」という毛沢東理論だけでは不十分だと考え、従来の人民戦争を継続しつつ、都市における大衆武装蜂起も進め，幅広い勢力による統一戦線の必要を説いた。また、新憲法の制定をめざし、暫定政府の設立を提唱した。
3. さらに、プラチャンダ総書記は議長に就任することになった。

### ギャネンドラ国王の独裁
2001年6月1日、王室で銃乱射事件が発生し、ビレンドラ国王と皇太子を含む王族要人が死亡すると（ネパール王族殺害事件）、国王の弟ギャネンドラが即位する。ギャネンドラ国王は兄の推進した民主化政策を次々に覆し、議会は閉鎖、内閣は国王派の人物で占められ、ビレンドラが容認した報道の自由も反故にされた。バッタライはネパール王族殺害事件はギャネンドラのクーデターであると新聞紙上に発表したため、国家反逆罪に問われた。

### 王室ネパール軍との戦い
2001年11月、毛派ゲリラは初めて政府軍の施設を襲い、武器弾薬等を奪う。これに対し、政府は「非常事態」を宣言し、初めて軍を出動する。当時のネパール政府軍は「王室ネパール軍」と称し、国王が最高司令官であった。政府は4050人のマオイストを殺害したと主張したが、実際は半数以上が一般人であったといわれる（アムネスティー・インターナショナルより）。

### 国土の実効支配
国内では国王に対する不満が蓄積し、その間隙をつく形でマオイストは支持を獲得し、山間部を中心とした国土の半分以上を掌握した。75あるネパールの郡のうち68の郡で何らかの形でゲリラ活動が行われた。2002年には毛派は国土の7割から8割を実効支配していると主張した。

### 諸外国と国王
インドや米国は、国王と政党との和解を進めてマオイストを弱体化させようと考え、国王に民主化要求（立憲君主制への転換）を突きつけながらも、「テロとの戦い」を強調する国王に対して援助を増額させる。国王は中国からも武器援助を受け、マオイストと対立するが、政党との和解に関しては反発し続けたため、7党連合とマオイストは接近して国王打倒をすすめた。すると、国王はインドや米国にも見限られ、やがて欧米メディアでは「民主化を弾圧する独裁的な専制君主」とするイメージが形作られ、国王派は国内でも国際的にも孤立した。
2005年2月、国王は内閣全員を罷免して軟禁して親政を行うが、インドや米国がこの絶対君主制への王政復古を痛烈に批判したため、国王は中国やパキスタンに接近しようとした。

### 12ヶ条の合意
2005年10月、毛沢東派はルクム郡チュンバン村で中央委員会を開催。ここで7党連合と協力することが決定される。
2005年12月、7党連合はニューデリーで毛沢東派と十二か条の合意を締結した。この合意の枠組みの中で、毛派は複数政党制による民主主義と言論の自由を容認することを確約した。一方、7党連合の方は、毛派のネパール制憲議会選挙に対する毛派の要求を受け入れ、政党とマオイストの反国王共闘が成立した。
国王は、国内での支持を回復しようと、2006年2月8日には統一地方選挙を実施した。しかし、これらの選挙はマオイストを全く無視した形で進められたため、マオイストは政党7党と共に別の政府を建設しようと提案、全国で選挙ボイコットを呼びかけ、投票率は20パーセント程度に留まった。

### 2006年の民主化運動

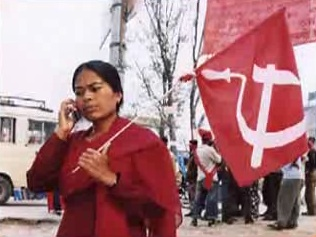
カトマンズを行進する毛派女性

2006年4月上旬、民主化要求の高まりの中で、7党連合とマオイストは攻勢を強め、各地で国王打倒デモを煽動、首都カトマンズは道路封鎖され、国家機能は麻痺した（ロクタントラ・アンドラン）。インドは国王と政党7党・マオイストの仲裁に乗り出すが、国王が民主化後の自らの地位が保証されない限り交渉しないと主張し続け失敗した。
米国は4月24日に権力の放棄と象徴的な国王になるよう要求する声明を発表すると、4月26日に国王は全ての国家権力を議会に移譲するとテレビ演説した。2006年4月30日国王により解散されていた下院が再開され、制憲議会選挙の実施、マオイストとの対話の再開、停戦の表明等が採択された。この国会によって、これまで王族の私有財産であった軍隊を含む公的機関が全て国有化され、王領地の没収、王族特権の廃止なども次々に決定、国王は象徴的地位を残して一般国民と同等となった。これらの法案にはマオイストの意向が強く反映されている。
5月2日、コイララ内閣が7名で発足した（閣僚数は後に20名に拡大）。

### 和平
6月には政党による政府とマオイストの「人民政府」が合同して暫定政府が建設されることが決定した。11月8日、政府とマオイストは「恒久平和の実現に向けた合意文書」に署名、2007年6月半ばまでの制憲議会選挙の実施、選挙の自由且つ公正な実施のために国連が国軍及びマオイストの武器管理の監視を行うこと等に合意した。
この合意を元に2006年11月21日、政府とマオイストは無期限停戦を誓う包括和平協定に調印。2007年6月までに制憲議会選挙を実施することで合意した。
この合意を受けて、2007年1月23日、国際連合安全保障理事会は国連ネパール支援団（UNMIN）を設立する安保理決議1740を全会一致で採択。国軍と人民解放軍の停戦を監視することになった。
政府はマオイストが武装解除し、2007年4月の国会選挙までに議会政党へ転換することを要求していたが、結局は暫定的措置として、国軍とマオイスト双方が陣にこもり、武装して外出しないことが約束され、UNMINの監視下に置かれるとした。
なお、国王を熱心に支援してきた中国は、国王が実権を失った直後、当局がマオイスト指導者と接触するなど、ネパール共産党毛沢東主義派に対する政策の変更を余儀なくされている。

### 王制の廃止
2007年4月1日、毛派から閣僚数名が参加した新政府が発足し、毛派と7党連合による国家運営が始まった。毛派はしばしば他党と衝突し、閣僚を何度か引き上げるなどして、要求を通そうとした。このため、制憲議会選挙の実施は延期になったが、ようやく2008年4月10日に実施された。その結果、大方の予想を裏切って、毛派は220議席を獲得し比較第一党となった。しかし過半数にははるかに及ばなかったので、他党との連立を模索せざるを得なくなった。（のちに内閣指名議員が加わり、229議席となる。）なお、第2党はネパール会議派115議席、第3党は統一共産党108議席であった（内閣指名議員を含む）。
2008年5月28日、制憲議会が召集され、毛派の宿願であった王制廃止が議決された。ギャネンドラ国王は退位し、王宮を去った。

### 政権獲得
制憲議会で大統領は象徴的な役割のものと決まり、毛派は一時、他党に配慮して自党の大統領候補を取り下げたが、色々な経緯の末、共和制指導者・ラム・ラジャ・プラサド・シンを独自候補に立てて大統領選を戦い、決選投票の結果、2008年7月21日、ネパール会議派などが推すラーム・バラン・ヤーダブに敗れた。
第一党の党首として、プラチャンダ議長は大統領より実権のある首相を目指し、一時は確実視されていた。毛沢東派は大統領選挙で連立のパートナーとして交渉してきた統一共産党のマーダブ・クマール・ネパール前総書記を結果として候補として認めず、裏切り者扱いされ、さらに、マデシ人権フォーラムについては同党の推す副大統領候補を認めなかったことから入閣を拒否され、またネパール会議派とも関係が悪く、組閣が困難な状況に陥った。こうして、大統領選を通じて、ネパール会議派、統一共産党、マデシ人権フォーラムによる毛派包囲網が形成された。
大統領選挙に敗北したプラチャンダ議長は一時野党にとどまる可能性を示唆した。7月22日に開かれた中央書記局会議ではこれを正式に承認し、政府は組織せず野党に留まることを決定した。
さらに、毛沢東派のなかでは、プラチャンダ、バッタライらの現実主義・議会主義に対して、キラン、バーダルらの「革命原理主義者」ともいえるような強硬派が批判を強め、連日激しい議論が続いた。
こうした中、ラーム・バラン・ヤーダブ大統領は、プラチャンダに主要政党と合意を形成して内閣を組織するよう要請。しかし、国防大臣ポストをめぐり、ネパール会議派と折り合いがつかず決裂、結局、選挙で決めることになった。
紆余曲折を経て8月15日の制憲議会での首班指名では、一時関係悪化した統一共産党、マデシ人権フォーラムなどの協力を得てプラチャンダが464票の大量得票で首相に選ばれた。組閣の過程では、統一共産党が突然内閣No.2のポストを要求して決まりかかっていた6人の閣僚を引き上げるなどの波乱があったが、統一共産党のバム・デーブ・ガウタムを単独の副首相兼内相に任ずるなど譲歩した結果、8月31日ようやく24人からなる連立内閣が成立した。財務大臣にバーブラーム・バッタライ、国防大臣にバーダル（ラーム・バハドゥル・タパ）など、プラチャンダを含めて11人の閣僚が毛派から入閣した。

### ヒマール・メディア襲撃事件
2008年12月、毛派系の労働組合が毛派に批判的な報道をしていた新聞社・ヒマール・メディアを襲撃、約50人がオフィスに侵入、スタッフ12人が負傷した。侵入者らは毛派政権に批判的な記事の掲載の中止を求めた。12月23日、ヒマール・メディア系の新聞は社説を空欄のまま発行し、抗議の意を表した。プラチャンダ首相は12月22日、「毛派のふりをして党に汚名を着せる活動をしている不道徳な分子」の行為だと弁明している。

### 統一センター・マサル派との合同
政権獲得後、皮肉なことにプラチャンダ議長の党内での求心力は著しく低下した。身内を重用するなどの腐敗的人事、現実路線に抵抗するキラン（モハン・バイディヤ）ら強硬派の突き上げなどによるものである。こうしたなか、プラチャンダは2009年1月12日、毛沢東派と小規模な共産主義地下政党・「ネパール共産党統一センター・マサル派」（エカタケンドラ・マサル。指導者はプラカーシュ）およびその公然組織・人民戦線ネパールとの合同を断行、「ネパール共産党統一毛沢東主義派」を結成した。これにより、キランら強硬派の勢力は弱まるのではないかという見方もあるが、党内の不満が高まる傾向も見られると伝えられている。
2月11日、プラチャンダ内閣の元閣僚で統一毛沢東主義派の政治局員であるマトリカ・プラサド・ヤーダブがこの合同に反対し、離党し、ネパール共産党毛沢東主義派の再建を宣言した。これに共鳴する動きもでている。

### プラチャンダ内閣崩壊
毛派は制憲議会内で過半数を大きく割っており、プラチャンダ政権は必ずしも信頼関係の確立していなかったネパール統一共産党をはじめとする連立与党との間で不安定な政権運営を余儀なくされていた。加えて、国軍制服組のトップ、ルークマングド・カトワル参謀総長は毛派の主張する人民解放軍と国軍の統合に公然と反対し、ことあるごとに内閣と対立してきた。
こうしたなか、2009年5月3日、プラチャンダ首相はカトワル参謀総長を一方的に解任。これに反発して同日、統一共産党、友愛党が連立を離脱。さらにネパール会議派出身のヤーダブ大統領が同日深夜、カトワルの参謀総長続投を支持し、制憲議会内には毛派包囲網が形成されていった。こうして、5月4日、プラチャンダ首相は辞任した。

### 第二次プラチャンダ内閣
K.P.シャルマ・オリ内閣の崩壊によりプラチャンダが2016年8月3日に再び首相に指名され、再登板を果たした。ネパール会議派などとの連立政権で、2018年実施が想定されている新憲法下での総選挙を実施する前に政権をネパール会議派に渡すことが連立の条件だったとされている。プラチャンダは2017年5月に首相の座を降りた。

### 統一共産党との統合と解消
2018年5月17日、統一毛沢東主義派は統一共産党と統一し、新たにネパール共産党を結成した。しかし2021年3月7日、最高裁判所はネパール共産党に対して、同名の政党（ネパール共産党 (2013年)、リシ・カテル議長）がすでに選挙管理委員会に登録されていることを理由に2018年の統合を無効化した。このため統合前の状況に戻り、統一毛沢東主義派が復活することとなった。

## 党内序列
1. プラチャンダ
2. キラン
3. プラカーシュ
4. バーブラーム・バッタライ

（2009年2月11日時点）